# Erateina margarita
Erateina margarita là một loài bướm đêm trong họ Geometridae.